# Annalena McAfee
Annalena McAfee (Londres, 1932) é uma escritora e jornalista inglesa.
Graduada na Universidade de Essex, foi jornalista no Financial Times, crítica de teatro no Evening Standard e editora do suplemento literário do jornal The Guardian e também é escritora, publicando livros infantis traduzidos para o francês, o alemão e o holandês.
Em 2012 publicou o romance The Spoiler (no Brasil, Exclusiva).

## Livros

### Romance
- The Spoiler - 2012 - (no Brasil com o título de Exclusiva)

### Infantil
- All the Way to the Stars
- Busy Baby
- Kirsty Knows Best
- Patrick's Perfect Pet
- The Girl Who Got to No. 1
- Dreamkidz and the Ice Cream that Conquered the World
- Why Do Stars Come Out at Night?
- The Visitors Who Came to Stay